# Alain Van Lancker

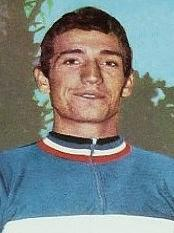
Van Lancker in 1971

Alain Van Lancker (Parijs, 15 mei 1947) is een Frans voormalig baanwielrenner.
Van Lancker was professioneel wielrenner van 1969 tot 1976. Hij was vooral succesvol als zesdaagse wielrenner. Hij heeft in totaal 8 zesdaagsen op zijn naam staan en neemt hiermee 85e plaats in op de ranglijst aller tijden. Van deze 8 overwinningen heeft hij met vier overwinningen de helft in zijn eigen land behaald, te weten in de Zesdaagse van Grenoble. Van zijn 8 overwinningen behaalde hij er 3 samen met zijn landgenoot Jacky Mourioux. 
Als baanrenner behaalde hij tevens overwinningen tijdens het Nationaal Kampioenschap omnium (1969) en halve fond (1973).

## Overzicht Zesdaagse overwinningen
| Nr. | Jaar   | Zesdaagse van | Samen met       |
| --- | ------ | ------------- | --------------- |
| 1.  | 1969   | Montréal      | Jacky Mourioux  |
| 2.  | 1970   | Münster       | Klaus Bugdahl   |
| 3.  | 1971-1 | Grenoble      | Jacky Mourioux  |
| 4.  | 1971-2 | Grenoble      | Peter Post      |
| 5.  | 1972   | Dortmund      | Patrick Sercu   |
| 6.  | 1972   | Grenoble      | Cyrille Guimard |
| 7.  | 1973   | Keulen        | Patrick Sercu   |
| 8.  | 1974   | Grenoble      | Jacky Mourioux  |

| Aantal | Samen met                                      |
| ------ | ---------------------------------------------- |
| 3      | - Jacky Mourioux                               |
| 2      | - Patrick Sercu                                |
| 1      | - Peter Post - Cyrille Guimard - Klaus Bugdahl |

## Resultaten in voornaamste wedstrijden
| Jaar | Ronde van Vlaanderen |
| ---- | -------------------- |
| 1971 | 60e                  |